# Colonnes Lovejoy
Pour les articles homonymes, voir Lovejoy.
 (septembre 2022).
La mise en forme du texte ne suit pas les recommandations de Wikipédia : il faut le « wikifier ».
Les points d'amélioration suivants sont les cas les plus fréquents :
- Les titres sont pré-formatés par le logiciel. Ils ne sont ni en capitales, ni en gras.
- Le texte ne doit pas être écrit en capitales (les noms de famille non plus), ni en gras, ni en italique, ni en « petit »…
- Le gras n'est utilisé que pour surligner le titre de l'article dans l'introduction, une seule fois.
- L'italique est rarement utilisé : mots en langue étrangère, titres d'œuvres, noms de bateaux, etc.
- Les citations ne sont pas en italique mais en corps de texte normal. Elles sont entourées par des guillemets français : « et ».
- Les listes à puces sont à éviter, des paragraphes rédigés étant largement préférés. Les tableaux sont à réserver à la présentation de données structurées (résultats, etc.).
- Les appels de note de bas de page (petits chiffres en exposant, introduits par l'outil «  Source ») sont à placer entre la fin de phrase et le point final[comme ça].
- Les liens internes (vers d'autres articles de Wikipédia) sont à choisir avec parcimonie. Créez des liens vers des articles approfondissant le sujet. Les termes génériques sans rapport avec le sujet sont à éviter, ainsi que les répétitions de liens vers un même terme.
- Les liens externes sont à placer uniquement dans une section « Liens externes », à la fin de l'article. Ces liens sont à choisir avec parcimonie suivant les règles définies. Si un lien sert de source à l'article, son insertion dans le texte est à faire par les notes de bas de page.
- La présentation des références doit suivre les conventions bibliographiques. Il est recommandé d'utiliser les modèles {{Ouvrage}}, {{Chapitre}}, {{Article}}, {{Lien web}} et/ou {{Bibliographie}}. Le mode d'édition visuel peut mettre en forme automatiquement les références.
- Insérer une infobox (cadre d'informations à droite) n'est pas obligatoire pour parachever la mise en page.

Pour une aide détaillée, merci de consulter Aide:Wikification.
Si vous pensez que ces points ont été résolus, vous pouvez retirer ce bandeau et améliorer la mise en forme d'un autre article.
 (avril 2020).
Les colonnes Lovejoy, situées à Portland, ont soutenu le viaduc Lovejoy (Lovejoy Ramp en anglais) de 1927 à 1999. Les colonnes ont été peintes par l'immigrant grec Tom Stefopoulos entre 1948 et 1952. En 1999, le viaduc a été démoli mais les colonnes ont été mises de côté grâce au groupe architectural Rigga. Pendant les cinq années suivantes, les tentatives visant à restaurer les colonnes ont toutes échouées ; celles-ci sont alors restées dans un entrepôt situé sous le Pont Fremont.
En 2005, deux des colonnes ont été réinstallées. Le Conseil régional des arts et la culture (Regional Arts & Culture Council) recherchait des photos des graffitis dans leur emplacement d'origine pour un projet de restauration. En 2006, Randy Shelton a reconstruit[pas clair] les œuvres en s'aidant de photographies.

## Description et histoire

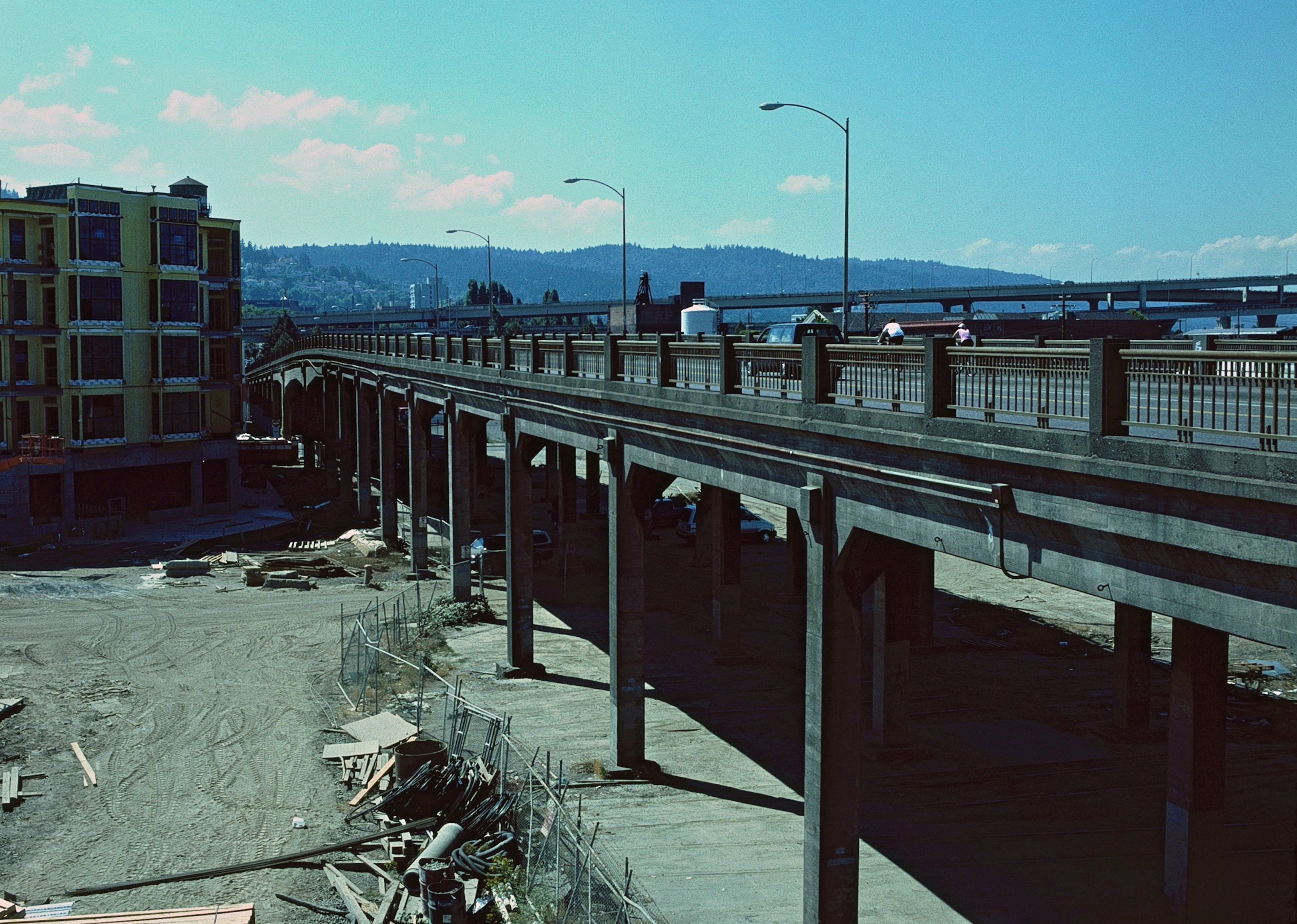
Le viaduc Lovejoy un jour avant sa fermeture, en mi-1999

Les colonnes Lovejoy supportaient un viaduc de 610 m reliant la Northwest 14th Avenue et la Rue Lovejoy au Pont Broadway. Il a été reconstruit en 1927-1928. Entre 1948 et 1952, Athanasios Efthimiou "Tom" Stefopoulos (mort en 1971), gardien de nuit pour la entreprise ferroviaire Spokane, Portland and Seattle Railway, artiste calligraphe d'écriture anglaise, il dessinait à la craie sur les colonnes pour ensuite les peindre. Stefopoulos dépeignait aussi bien la mythologie grecque que la culture américaine en calligraphie; les dessins représentaient des hiboux "fantaisistes', des paysages "remplis d'aphorismes familiers", ainsi que le philosophe grecque Diogène naviguant dans les rues d'Athènes avec une lanterne. Il a peint une douzaine de fresque. Les peintures sont alors devenues des éléments à part entière du paysage urbain, attirant à Stefopoulos une certaine notoriété et une couverture médiatique.
A la fin des années 1990, la ville décida de détruire le viaduc pour construire des lotissements destinés à dynamiser le district. Malgré les protestations, le viaduc Lovejoy disparut en 1999, après avoir été photographié par James Henderson. Ce sont ces photographies que retrouvera le Conseil régional des arts et de la culture.

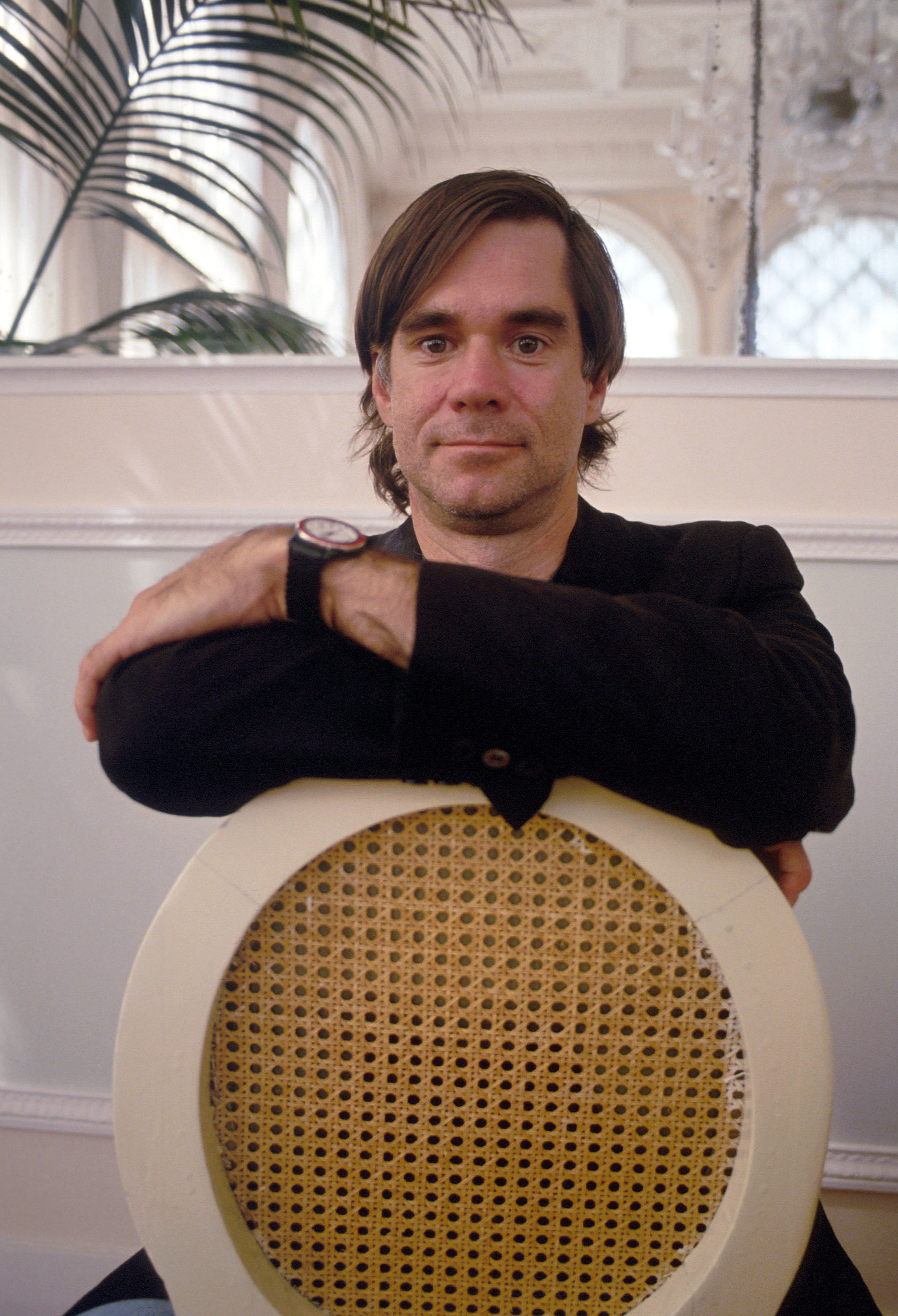
Gus Van Sant (1993), contributeur au projet de court-métrage Lovejoy Lost (2004) où figurent les Colonnes

### Réinstallation
Le groupe architectural Rigga réussit tout de même à convaincre les autorités de conserver les colonnes, qui restèrent en entrepôt jusqu'en 2005. Elles furent alors réinstallées dans le district, placées selon les photographies de 1999. La ville de Portland se réjouit de cette initiative "célébrant une période de l'histoire du district et permettant à l'art d'atteindre une audience plus large."

## Accueil

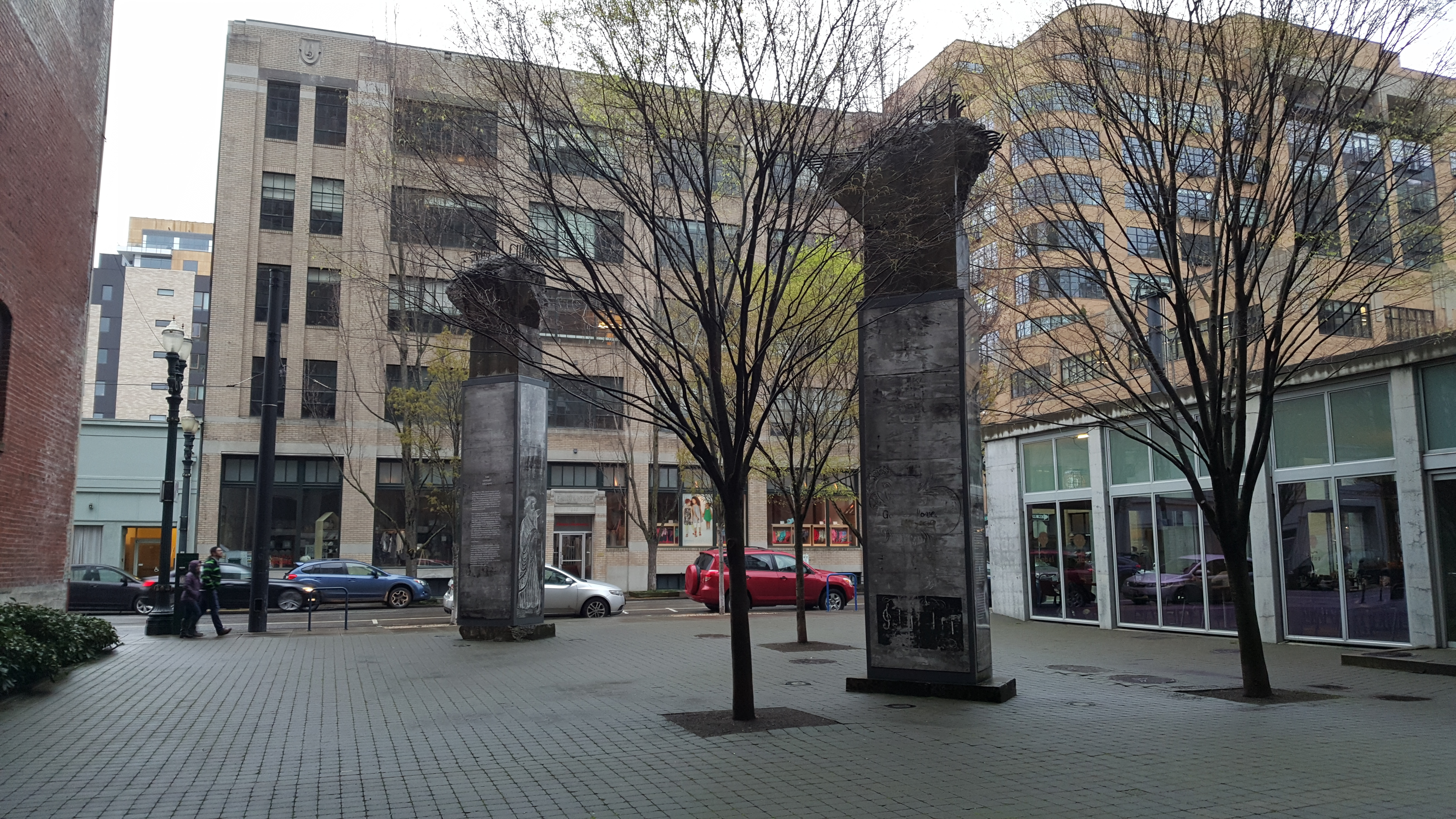
Les Colonnes en 2016

Le Daily Journal of Commerce qualifia les Colonnes de « légende urbaine de Portland ». Selon Richard Speer de la Willamette Week, "des générations de portlandeurs ont grandi en comptant les Colonnes Lovejoy comme une des attractions les plus uniques de cette ville".
Les Colonnes réinstallées ont été incluses dans les circuits touristiques de Portland.